# Georg Brandes
Georg Brandes, właściwie Georg Morris Cohen Brandes (ur. 4 lutego 1842 w Kopenhadze, zm. 19 lutego 1927) – duński krytyk literacki, filozof, podróżnik i pisarz, zajmujący się literaturą skandynawską i niemiecką.

## Życiorys
Studiował filozofię i prawo na Uniwersytecie Kopenhaskim. Był odkrywcą dzieł Fryderyka Nietzschego i Knuta Hamsuna. Twórczość Adama Mickiewicza oceniał wyżej niż Goethego, Szekspira i Homera. Napisał książkę o Polsce. Uważany jest za protoplastę skandynawskiego antyklerykalizmu.

## Dzieła
- Om Dualismen i vor nyeste Filosofi (1866)
- Æstetiske Studier (1868)
- Kritiker og Portraiter (1870)
- Hovedstrømninger i det 19. Aarhundredes Litteratur (1871)
- Danske Digtere (1877)
- Polen (1888)
- Det moderne Gjennembruds Mænd (1883)
- Ludvig Holberg (1884)
- Essays (1889)
- Główne prądy literatury XIX stulecia: prelekcye wykładane na Uniwersytecie Kopenhagskim. T.1 – T.5, Warszawa (1881 – 1885)